# Ernst Rinderspacher

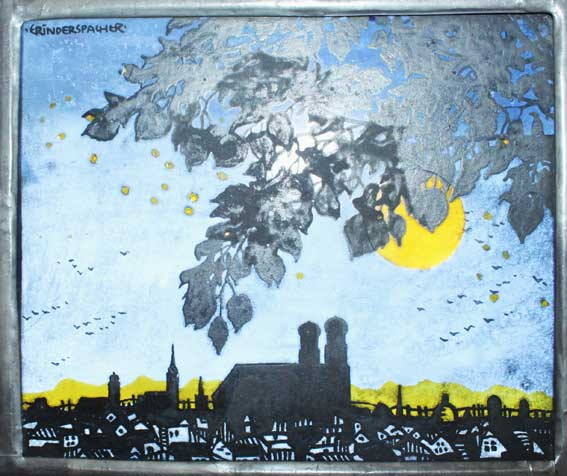
München mit der Frauenkirche

Ernst Rinderspacher (* 3. August 1879 in Basel; † 17. Dezember 1949 in Zürich) war ein Schweizer Glasmaler, der besonders die Fenster der reformierten Kirchen im Gebiet der Oberengadiner Seen mit seinen Werken ausstattete. 

## Leben

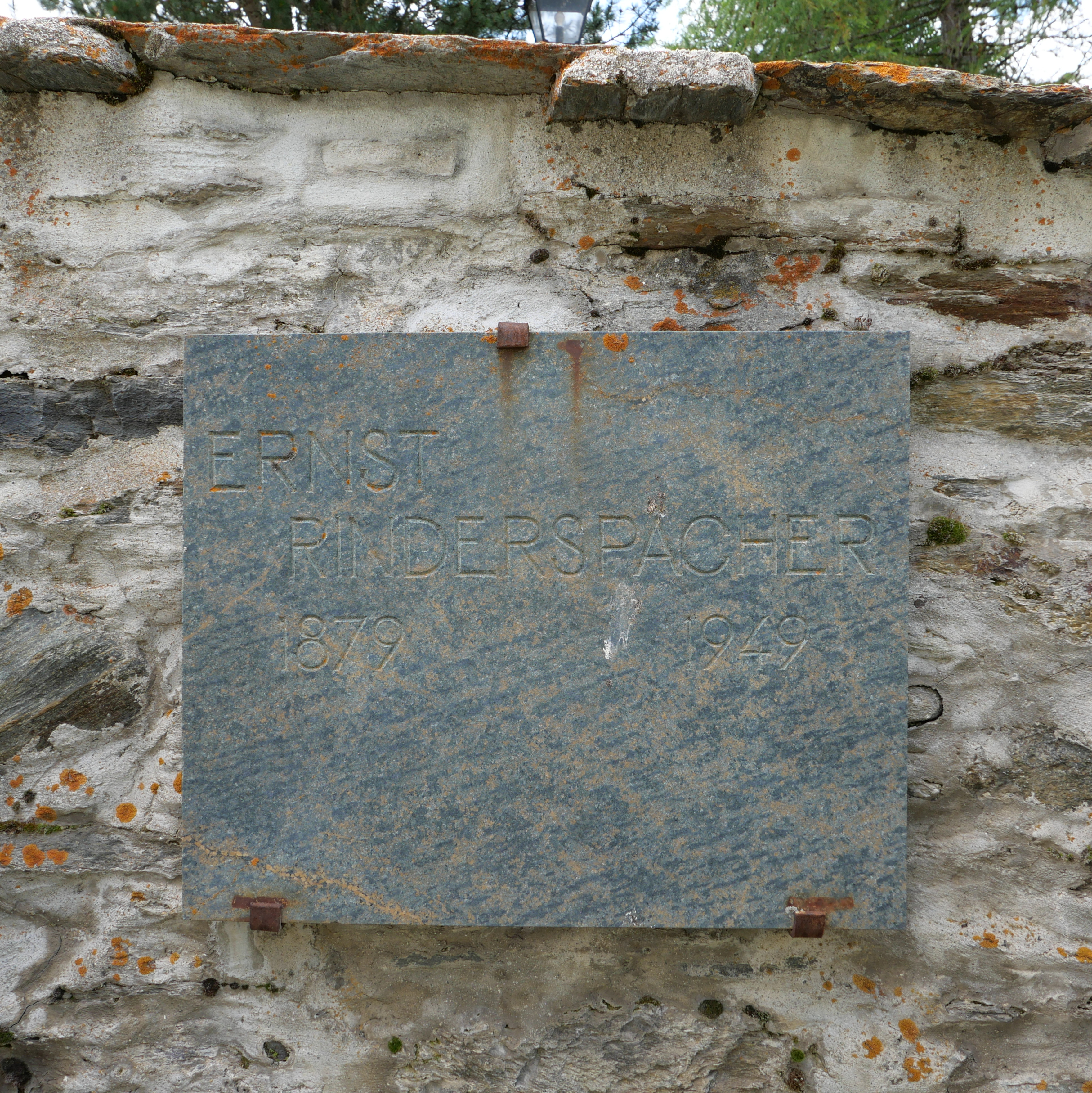
Die Grabplatte im Jahr 2024.

Rinderspacher absolvierte eine Lehre als Glasmaler und ging anschliessend zu Studienzwecken nach Freiburg im Breisgau, Strassburg, Budapest, Zürich, Wien, München und Florenz. 
1914 kehrte Rinderspacher in die Schweiz zurück. Fortan wohnte er in Sils im Engadin/Segl im Fextal, Kanton Graubünden. Dort entwickelte er 32 Jahre lang sein Werk, bis er 1946 aus gesundheitlichen Gründen gezwungen war, nach Zürich zu übersiedeln.
Im August 1949 wurden in der Villa Tester in Sils-Maria anlässlich des 70. Geburtstags des Künstlers 115 Glasgemälde und darüber hinaus 53 Zeichnungen, Aquarelle und Ölgemälde gezeigt.
Rinderspacher fand seine letzte Ruhestätte auf dem Friedhof der aus dem 15. Jahrhundert stammenden Bergkirche Fex-Crasta im Fextal.

## Galerie einer Auswahl seiner Werke

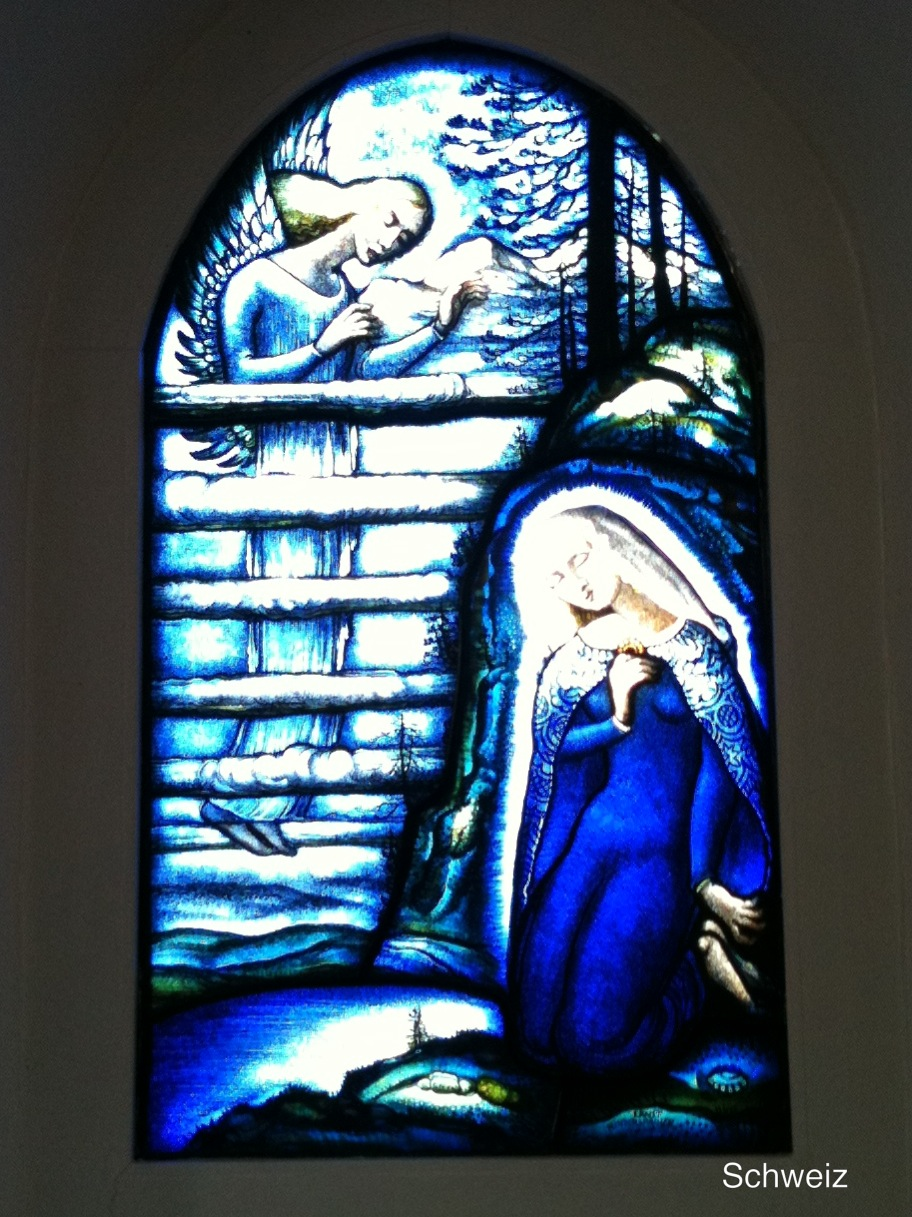
Glasfenster in der reformierten Kirche Champfèr (Verkündigung an Maria)
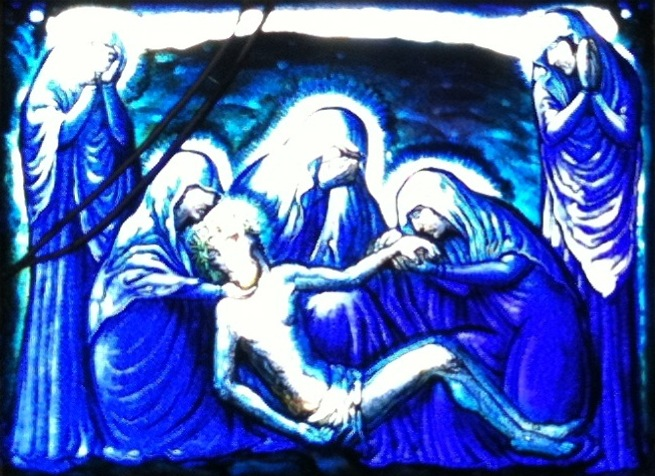
Glasfenster in der reformierten Kirche Champfèr (Abnahme des toten Jesus vom Kreuz)
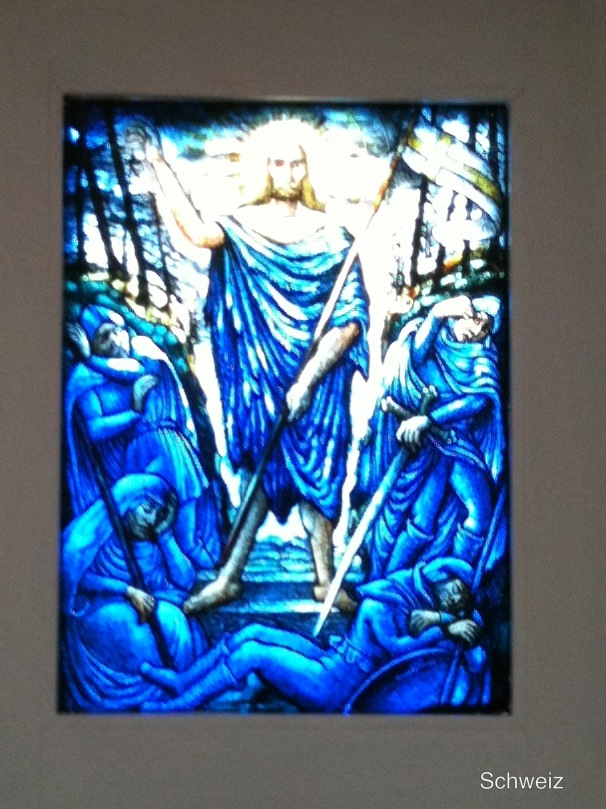
Glasfenster in der reformierten Kirche Champfèr (Jesus der Auferstandene mit Siegesfahne)
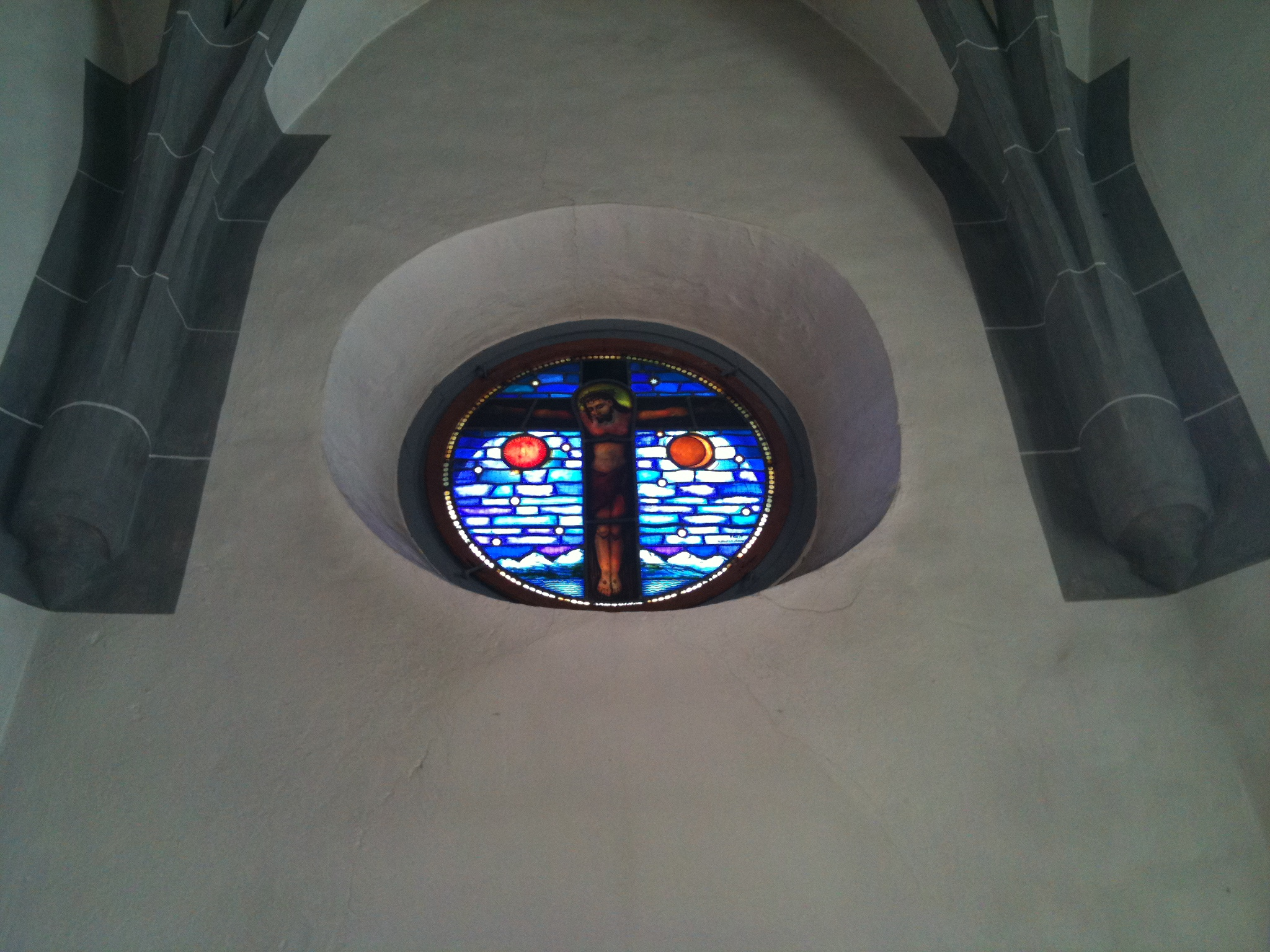
Glasfenster in der reformierten Kirche Silvaplana, der gekreuzigte Heiland
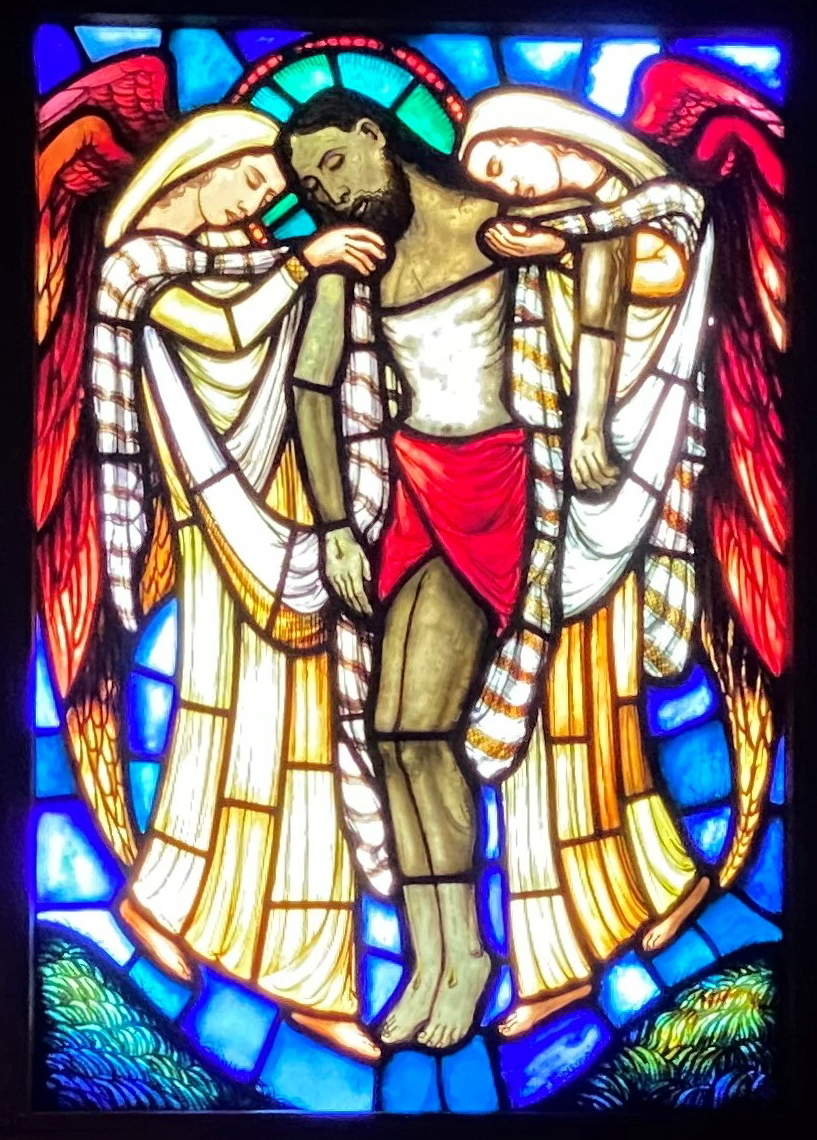
Glasfenster in der reformierten Kirche Sils-Baselgia (Abnahme des Leichnams Jesu)
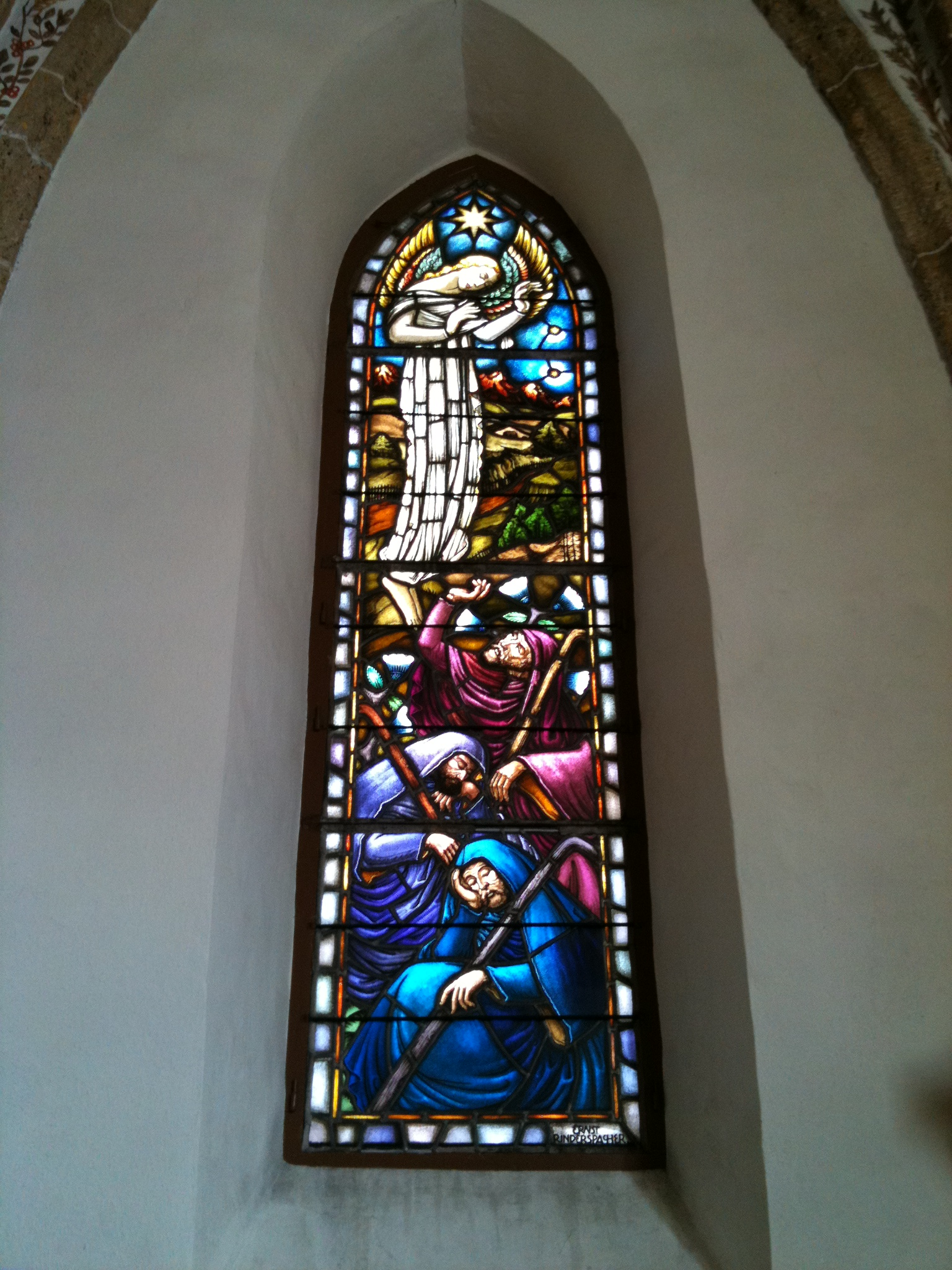
Glasfenster im Chor der reformierten Kirche Tamins
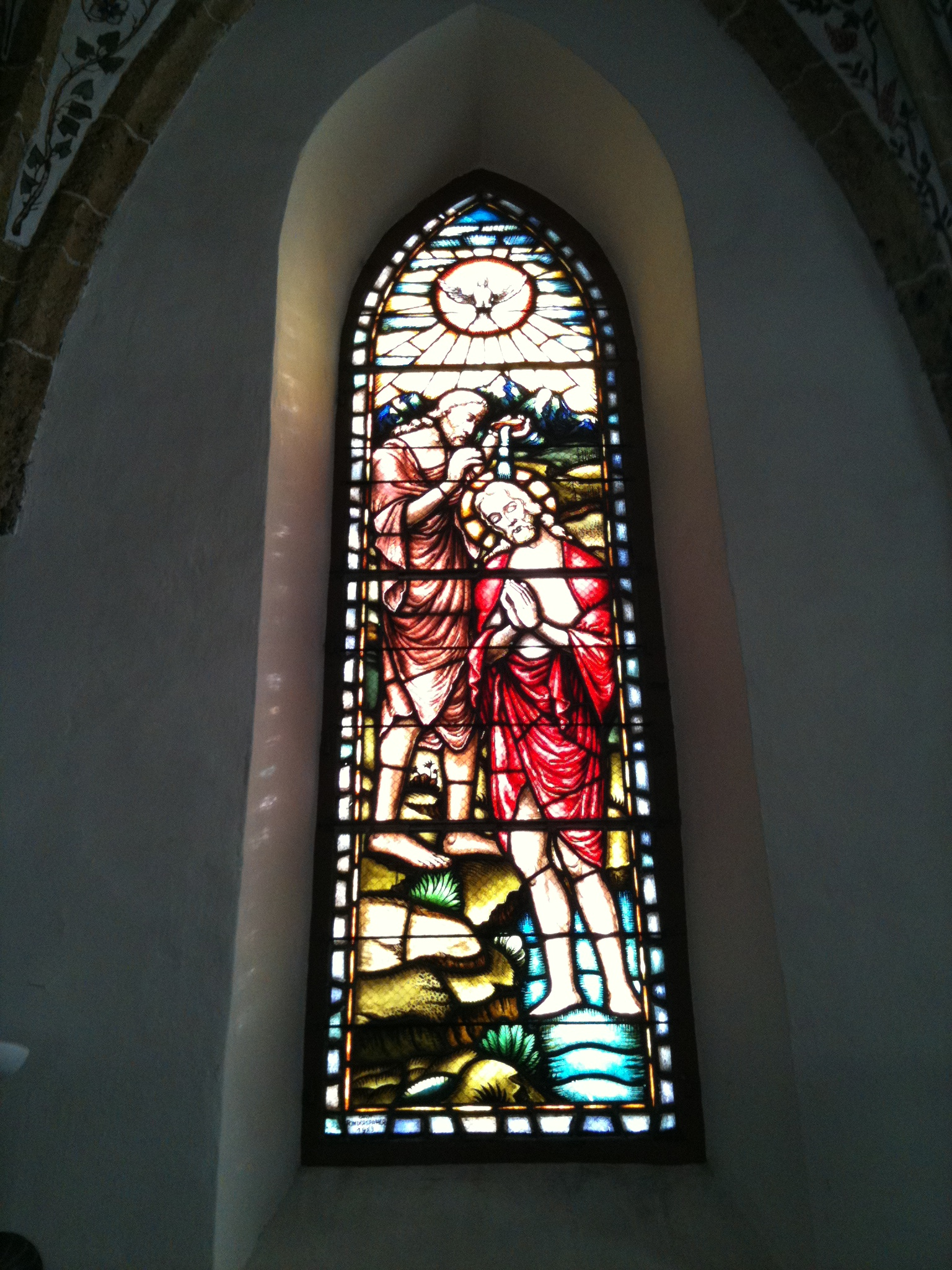
Glasfenster im Chor der reformierten Kirche Tamins